# Cmentarz żydowski w Mrągowie
Cmentarz żydowski w Mrągowie – kirkut mieścił się przy ul. Brzozowej 2, na wschód od istniejącej do dziś nekropolii katolickiej. 

## Historia
Początkowo mrągowscy Żydzi grzebani byli na cmentarzach w Młynowie i Rynie. Cmentarz powstał w 1859 na gruncie podarowanym gminie żydowskiej przez Justynę Timnik u zbiegu Bismarkstrasse (obecnie ul. Brzozowa) i Philosophenweg (obecnie ul. Mrongowiusza). Po dojściu nazistów do władzy nekropolia została przez nich zdewastowana (prawdopodobnie w 1936 lub 1938), a nagrobki najbogatszych mieszczan wysadzone w powietrze. Dalsze zniszczenia miały miejsce podczas II wojny światowej, mimo tego cmentarz dotrwał do 1946. W 1947 zgodnie z decyzją starosty mrągowskiego Czesława Krzewińskiego obszar nekropolii został splantowany, a w późniejszych latach na części przylegającej do ulicy Brzozowej wybudowano pawilon mieszczący zakład pralniczy. Na całym obszarze znajduje się rozległy parking.

## Stan obecny
Na terenie cmentarza nie zachowała się żadna macewa, jedyną pozostałością po nekropolii jest skarpa oraz drzewa dawniej wyznaczające granice pół grzebalnych. Prawdopodobnie z ocalałych macew wybudowano schody na terenie dawnego cmentarza ewangelickiego. W 2009 ogłoszono konkurs na pomnik upamiętniający mrągowskich Żydów i informujący o dawnym cmentarzu, jednak do 2015 nie poczyniono żadnych kroków w celu realizacji tych zamierzeń.